# Ward W. Briggs
Ward W. Briggs (Riverside, 26 novembre 1945) è un filologo classico e latinista statunitense.

## Opere
- Aspects of Horace, Odes 3.19. Chapel Hill (1969)
- Repetitions from Virgil's Georgics in the Aeneid. Chapel Hill (1974)
- Narrative and Simile from the Georgics in the Aeneid. Leiden (1980)
- Soldier and scholar: Basil Lanneau Gildersleeve and the Civil War. Charlottesville (1998)